# 戦慄かなの
戦慄 かなの（せんりつ かなの、1998年（平成10年）9月8日 - ）は、日本の女性アイドル。アイドルグループ・femme fatale、悪魔のキッス、ZOCXのメンバー。NPO法人「bae -ベイ-」代表理事。大阪府出身。

## 経歴

### 小学校・中学校
大阪府に生まれ、両親の離婚に伴い小学校入学から東京都に住んでいる。浜松町駅から徒歩30秒程の距離の家で母親と妹と同居することになった。
その後、母親から虐待を受けて育った。両親が喧嘩する理由はたいてい金であった。「お母さんが自分を殴るのはお金がないからであり、お金があれば優しくなる」という期待を持ち、違法に稼いだ金を母の財布にこっそり忍ばせていた。母親は虐待を受けて育っており、母親について後に「虐待してる側って自覚がない。愛情が歪んだ形で出るものだと思います。だから「私はこんなに愛しているのに」っていう気持ちがあるから、加害者意識っていうのはない」と話した。
当時、虐待を受けているという事を発信する場はなかったのか問われると「ないですね。私も虐待されてるっていう自覚がなかったので、「助けて」って言う発想がなかった。(虐待される理由は)自分が悪いからと思って過ごしてたので。」と話した。
中学2年の時に自殺未遂をしている。
小学校・中学校は東京タワーのすぐ近くにある学校に通っていた。その学校は裕福な家庭の子供もおり、モンスターペアレントや見栄を張る成金が多くいたという。
歯磨きや入浴を教わる事が無かったため、不潔が原因でいじめを受けるようになった。彫刻刀を膝に刺され逃げるために3階の美術室の窓から飛び降り、骨折したことがある。

### 高校
高校はいじめを受け、1年生で中途退学した。この頃は家庭では虐待を受け、学校ではいじめに遭っていた為、歌舞伎町や秋葉原に居た。そこで同じように行く当てが無い人達のコミュニティに居るようになる。

### 少年院入所
そして、女子高生を使い100円で大量購入したパンツを出会い系サイトで見つけた男性に対して売らせるJKビジネスに加えて窃盗幇助に関与し、女子少年院の愛光女子学園へ送致された。そこで1年8か月矯正教育を受けた。
当時は社会常識を持っておらず「お金が欲しくて法を犯してしまったけれど、それが違法なのかどうかすら分かっていなかった。一日、一日を生きることで精一杯だった」と話した。少年院は私語は一切禁止、周りは学校に通ったことが無い人も珍しくなく文字の読み書きや靴の履き方など、生活を教える場でもあったという。
その後、少年院の大人たちが自分の話を最後まで聞いてくれたことと、暇を持て余す毎日の中で、5000冊程の読書が価値観を変えた。特に加藤諦三の『自分に気付く心理学』に影響を受けた。
読書を通じて視野が広がり、今まで自身が置かれていた状況の異常性が浮かび上がった。自分の家庭で当たり前のように起こっていたことが、他の家庭では非常識なことだったということに、この時ようやく気付くことができた。
少年院では、20時から21時だけテレビを観る事ができ、多数決で金曜日はミュージックステーションを観ていた。そこでアイドルに勇気づけられ、少年院を出たらアイドルになりたいなとぼんやり思っていた。
高卒認定の資格を取った。

### 少年院退所
退院後に薬局で事務員として働くが数か月で辞め、ライブアイドル活動を始める。また、母親からの虐待は無くなったが、母親がヒステリックなど精神的に非常に不安定であったため妹と共に家を出た。その後は、年に2～3回会っており、誕生日を祝いに行ったり、正月に帰ったりと母親との関係は距離を保ちつつ続けている。

### アイドル活動
2017年2月にアイドルグループ・のーぷらん。の一員として芸能活動を始めたが大学受験のため5月に辞め、ミスiD2018の最終面接で少年院時代の話が面白いと審査員に評価されて「サバイバル賞」を受賞する。
2018年
- 京都産業大学法学部に入学[20]し、育児放棄や児童虐待に関するウェブサイト「bae -ベイ-」を始める。NPOを設立するためのクラウドファンディングで目標85万円に対し353万円を集め、2019年1月7日に法人を設立して代表理事となる[21]。
- 9月にZOCのメンバーとして活動を始め[22]、10月に妹でミスiD2019の頓知気さきなとセルフプロデュースアイドル・femme fataleを始める。
- 10月18日、『アウト×デラックス』（フジテレビ）に出演して「その人の指を噛めば性格がわかる」と山里亮太の指を噛み[23]、以後「アウト軍団」として不定期に同番組に出演。

2020年
- 7月8日、ekomsは「弊社のマネジメント理念に沿ったコンプライアンスに支障をきたす可能性が発覚した」として、戦慄かなののZOCからの卒業を発表した（ZOCもこの直後に活動休止を発表した）[24][25]。卒業後は、femme fataleとしてYouTubeやTikTok、SNSでの活動を本格的に開始した。

2021年
- 6月25日、1stシングル「Fire Paan」をリリースし戦慄かなのソロ活動を始動[26]。
- 7月23日、2ndシングル「drop」をリリース[27]。
- 8月12日に名古屋、8月15日に大阪で初のソロライブを開催。
- 8月27日、3rdシングル「soda」をリリース[28]。
- 9月10日、4thシングル「Baby UFO」をリリース[29]。同日、EX THEATER ROPPONGIにてfemme fataleワンマンライブ戦慄かなの生誕祭「お騒がせファビュラス、23歳になったよぅ」を開催し、femme fataleライブと都内初の戦慄ソロライブを披露した[30]。

2022年
- 4月1日、かてぃ（Haze）とエイプリルフール企画として架空のアイドルユニット『悪魔のキッス』を結成し、同名楽曲のMV公開と音源配信を行う。4月28日には悪魔のキッス主催イベント「悪魔night」をZepp Hanedaにて開催[31]。
- 5月27日、戦慄かなのソロ不定期イベント「LEVEL UP vol.1」を渋谷WWWXにて開催。第一回目のゲストには呂布カルマを迎えた。
- 6月10日、「LEVEL UP vol.2」を渋谷O-WESTにて開催。ゲストはJinmenusagi。同日5thシングル「Iceblink」をリリース。
- 6月21日、「LEVEL UP vol.3」を渋谷O-WESTにて開催。ゲストはDÉ DÉ MOUSE。
- 7月22日、大阪のクラブ「THE超PINK」に戦慄かなのソロで初出演。

2023年
- 4月1日、『悪魔のキッス』無期限で活動再開。4月4日に新曲「imp DEVILS」のMV公開と音源配信を行う。5月1日には本格始動の第一歩として悪魔のキッス主催イベント「悪魔night～RE:birth～」をZepp Hanedaにて開催[32]。

2024年
- 1月20日、体調不良のため無期限で活動休止することを発表した[33][34]。
- 9月8日、新宿ReNYにて開催された『戦慄かなの 祝！生誕＆再始動スペシャルイベント2024』で活動再開[35]。

2025年
- 1月1日、“最後のZOC”として、ZOCから改名したZOCX（読みは同じゾック）への電撃復帰を発表[36]。

## 人物
- 少年院出院後、久しぶりに会った妹がすごく可愛くなっていて「もう一緒にアイドルをやるしかない」と思い[37]femme fataleを始めた。
- 少年院出院後にDTMを覚えた。少年院時代に俳句の全国大会で受賞経験があり、2020年以降、作詞も積極的に行う。ライター・つやちゃんは「（言葉に現れる）意志の強さが、戦慄かなの節」と記述している[38]。
- ZOCメンバーの顔合わせ当初、香椎かてぃと仲が険悪だったが、かてぃが足の匂いを嗅がせたことで「足の匂い嗅がせる奴に悪い奴はいない」（プライドが高かったら足の臭いを嗅がせることはしないだろう）と思いデビュー前に仲良くなった。2022年4月にはユニット「悪魔のキッス」を発足。当初はエイプリルフールのジョークであったが、実際に曲、ミュージックビデオを製作し、同月28日にはライブを行った[38]。2023年4月1日にユニット「悪魔のキッス」の無期限での活動再開を発表した[32]。
- 大学は3年に上がる年に多忙なため中退している[要出典]。
- 漢字検定準1級、そろばん検定1級、危険物取扱者など、さまざまな資格を取得している。

## 作品

### 楽曲
- Fire Paan（2021年06月25日）[39]
- drop（2021年07月23日）[40]
- soda（2021年08月27日）[41]
- Baby UFO（2021年09月10日）[42]
- Iceblink（2022年06月10日）[43]
- Distance（2022年08月26日）[44]
- hate p.a.r.t.y.(; ; )*.+. EP（2024年09月03日）[45]
- 悪い人（2024年9月18日）[46]

### 楽曲参加
- 佐々木喫茶「フォーリンラブ（feat.戦慄かなの）」（2020年4月1日配信開始）[47]
- 佐々木喫茶「うれしいたのしいさみしいガール feat.戦慄かなの」（2020年7月30日配信開始）
- チバニャン事変（仮）「超人パラグラム」（2020年4月1日SHIBUYA TSUTAYA限定販売、4月2日配信開始）[48]
- ピンキーポップヘップバーン「インキャ in da house featuring 戦慄かなの」（アルバム『P-POP』（2020年9月9日発売）収録）
- コレコレ & 戦慄かなの「推しに願いを」（2022年3月13日ミュージックビデオ公開、3月28日配信開始）[49]
- ヤングスキニー「ベランダ feat. 戦慄かなの」 (2024年2月14日配信限定）[50][51]

## 出演

### テレビ
- アウト×デラックス
- 新shock感

### 雑誌
- LARME
- bis
- NYLON JAPAN

### ミュージック・ビデオ
- 大森靖子『SickS ckS』Music Video[52]

## 悪魔のキッス
戦慄かなのと、かてぃ二人によるユニットグループ。

### 作品
- 悪魔のキッス（2022年4月1日）[31]
- imp DEVILS（2023年4月4日）[55]
- 方舟（2023年4月29日）[56]
- カスタムラブドール（2023年5月10日）
- unhappy birthday（2023年8月2日）
- ハピじゃね？超サンライズ（2023年9月10日）
- AIDIE（2023年9月17日）
- めろめろキャンセル♡x♡界隈（2024年10月30日）[57]